# Haruru (Harur), Sringeri
Haruru (Harur) là một làng thuộc tehsil Sringeri, huyện Chikmagalur, bang Karnataka, Ấn Độ.